# Vålerenga Fotball 2017
Questa voce raccoglie le informazioni riguardanti il Vålerenga Fotball nelle competizioni ufficiali della stagione 2017.

## Stagione
Il 13 luglio 2016, il Vålerenga ha reso noto che Ronny Deila avrebbe guidato la squadra nella stagione 2017. A seguito dell'10º posto finale della precedente stagione, il club avrebbe affrontato il campionato di Eliteserien 2017, oltre al Norgesmesterskapet. Il 12 dicembre 2016 è stato reso noto che Amund Skiri avrebbe ricoperto il ruolo di assistente di Deila. Il 19 dicembre successivo è stato compilato il calendario del nuovo campionato, che alla 1ª giornata avrebbe visto la squadra ospitare il Viking, nel weekend dell'1-3 aprile 2016.
Il 7 aprile è stato sorteggiato il primo turno del Norgesmesterskapet 2017: il Vålerenga avrebbe fatto visita al Gran. La squadra è arrivata fino alla semifinale in questa manifestazione, superando nell'ordine il già citato Gran, il Kråkerøy, l'Ørn-Horten, l'Elverum ed il Rosenborg, per poi arrendersi al Sarpsborg 08.
Il 10 settembre, il Vålerenga ha giocato la prima partita all'Intility Arena, nuovo impianto casalingo della società: davanti a 17.011 spettatori, la squadra di casa ha perso col punteggio di 1-2.
La squadra ha chiuso l'annata all'8º posto finale.

## Maglie e sponsor
Lo sponsor tecnico per la stagione 2017 è stato Umbro, mentre lo sponsor ufficiale è stato DnB. La prima divisa era composta da una maglietta blu con rifiniture rosse, pantaloncini bianchi con inserti rossi e calzettoni blu a strisce orizzontali rosse. Quella da trasferta era costituita da una maglietta bianca con inserti rossi, pantaloncini blu e calzettoni bianchi. La terza divisa era nera con strisce verticali verdi, pantaloncini neri e calzettoni grigio-verdi.
| Casa | Trasferta | Terza divisa |

## Rosa
| N. |                     | Ruolo | Calciatore               |
| -- | ------------------- | ----- | ------------------------ |
| 1  | Svezia (bandiera)   | P     | Marcus Sandberg          |
| 2  | Norvegia (bandiera) | D     | Markus Nakkim            |
| 3  | Estonia (bandiera)  | D     | Enar Jääger              |
| 4  | Norvegia (bandiera) | D     | Jonatan Tollås Nation    |
| 5  | Svezia (bandiera)   | D     | Robert Lundström         |
| 6  | Norvegia (bandiera) | C     | Abdisalam Ibrahim        |
| 7  | Norvegia (bandiera) | C     | Daniel Fredheim Holm     |
| 8  | Norvegia (bandiera) | C     | Magnus Lekven            |
| 9  | Norvegia (bandiera) | A     | Fitim Azemi              |
| 9  | Svezia (bandiera)   | A     | Rasmus Lindkvist         |
| 10 | Norvegia (bandiera) | C     | Ghayas Zahid             |
| 11 | Norvegia (bandiera) | A     | Bård Finne               |
| 13 | Norvegia (bandiera) | P     | Kristoffer Klaesson      |
| 14 | Norvegia (bandiera) | C     | Herman Stengel           |
| 15 | Norvegia (bandiera) | C     | Daniel Berntsen          |
| 17 | Norvegia (bandiera) | A     | Muhamed Keita            |
| 18 | Norvegia (bandiera) | D     | Christian Borchgrevink   |
| 19 | Norvegia (bandiera) | C     | Christian Grindheim      |
| 20 | Norvegia (bandiera) | A     | Henrik Kjelsrud Johansen |

| N. |                     | Ruolo | Calciatore              |
| -- | ------------------- | ----- | ----------------------- |
| 21 | Norvegia (bandiera) | C     | Simen Juklerød          |
| 22 | Norvegia (bandiera) | D     | Ivan Näsberg            |
| 23 | Norvegia (bandiera) | C     | Felix Myhre             |
| 25 | Norvegia (bandiera) | A     | Mohammed Abdellaoue     |
| 26 | Norvegia (bandiera) | C     | Aron Dønnum             |
| 27 | Islanda (bandiera)  | D     | Samúel Kári Friðjónsson |
| 28 | Norvegia (bandiera) | A     | Thomas Elsebutangen     |
| 29 | Norvegia (bandiera) | C     | Magnus Retsius Grødem   |
| 30 | Norvegia (bandiera) | P     | Aslak Falch             |
| 31 | Norvegia (bandiera) | D     | Madhusan Sandrakumar    |
| 33 | Ghana (bandiera)    | P     | Adam Larsen Kwarasey    |
| 38 | Norvegia (bandiera) | D     | Kristoffer Hay          |
| 39 | Ghana (bandiera)    | C     | Ernest Agyiri           |
| 40 | Nigeria (bandiera)  | A     | Chidera Ejuke           |
| 50 | Norvegia (bandiera) | P     | Stian Klausen           |
| 51 | Norvegia (bandiera) | C     | Bilal Njie              |
| 52 | Norvegia (bandiera) | C     | Alessandro Caroprese    |
| 53 | Norvegia (bandiera) | C     | Lars Larsen             |
| 54 | Norvegia (bandiera) | C     | Oliver Edvardsen        |

## Calciomercato

### Sessione invernale(dal 01/01 al 31/03)
| Arrivi | Arrivi            | Arrivi      | Arrivi        |
| R.     | Nome              | da          | Modalità      |
| ------ | ----------------- | ----------- | ------------- |
| D      | Ivan Näsberg      | Varberg     | fine prestito |
| C      | Daniel Berntsen   | Djurgården  | definitivo    |
| C      | Abdisalam Ibrahim | Viking      | definitivo    |
| C      | Felix Myhre       | Ullern      | definitivo    |
| A      | Bård Finne        | Heidenheim  | definitivo    |
| A      | Chidera Ejuke     | Gombe Utd   | definitivo    |
| A      | Muhamed Keita     | Lech Poznań | prestito      |

| Partenze | Partenze             | Partenze     | Partenze      |
| R.       | Nome                 | a            | Modalità      |
| -------- | -------------------- | ------------ | ------------- |
| P        | Adrian Jonuzi Møller | Lyn          | definitivo    |
| D        | Simon Larsen         |              | svincolato    |
| D        | Anders Nedrebø       |              | svincolato    |
| D        | Kjetil Wæhler        |              | ritiro        |
| C        | Sander Berge         | Genk         | definitivo    |
| C        | Rino Falk Larsen     | Fredrikstad  | definitivo    |
| C        | Vajebah Sakor        | Juventus     | fine prestito |
| A        | Niklas Castro        | Kongsvinger  | definitivo    |
| A        | Elías Már Ómarsson   | IFK Göteborg | definitivo    |

### Tra le due sessioni
| Arrivi | Arrivi | Arrivi | Arrivi   |
| R.     | Nome   | da     | Modalità |
| ------ | ------ | ------ | -------- |

| Partenze | Partenze         | Partenze    | Partenze      |
| R.       | Nome             | a           | Modalità      |
| -------- | ---------------- | ----------- | ------------- |
| A        | Muhamed Keita    | Lech Poznań | fine prestito |
| A        | Rasmus Lindkvist | AIK         | definitivo    |

### Sessione estiva(dal 20/07 al 16/08)
| Arrivi | Arrivi               | Arrivi        | Arrivi     |
| R.     | Nome                 | da            | Modalità   |
| ------ | -------------------- | ------------- | ---------- |
| P      | Adam Larsen Kwarasey | Brøndby       | definitivo |
| A      | Fitim Azemi          | Maccabi Haifa | definitivo |

| Partenze | Partenze              | Partenze        | Partenze   |
| R.       | Nome                  | a               | Modalità   |
| -------- | --------------------- | --------------- | ---------- |
| P        | Aslak Falch           | IFK Norrköping  | definitivo |
| D        | Madhusan Sandrakumar  | Strømmen        | prestito   |
| C        | Magnus Retsius Grødem | Ullensaker/Kisa | prestito   |

### Dopo la sessione estiva
| Arrivi | Arrivi | Arrivi | Arrivi   |
| R.     | Nome   | da     | Modalità |
| ------ | ------ | ------ | -------- |

| Partenze | Partenze     | Partenze | Partenze   |
| R.       | Nome         | a        | Modalità   |
| -------- | ------------ | -------- | ---------- |
| C        | Ghayas Zahid | APOEL    | definitivo |

## Risultati

### Eliteserien

#### Girone di andata
| Arbitro: | Hafsås (Trondheim) |

|           |           |  |
| Finne 53’ | Marcatori |  |

| Arbitro: | Hansen (Feda) |

|                                   |           |                                                 |
| Gytkjær 15’, 90’ Ibrahim 36’, 47’ | Marcatori | 38’ (aut.) Skjerve 70’ Keita 80’ Retsius Grødem |

| Arbitro: | Saggi (Drammen) |

|                   |           |                          |
| Tollås Nation 49’ | Marcatori | 37’ (rig.), 73’ Kastrati |

| Arbitro: | Hafsås (Trondheim) |

|                                                        |           |  |
| S. Svendsen 7’, 28’ Näsberg 11’ (aut.) Sigurðarson 46’ | Marcatori |  |

| Arbitro: | Moen (Haugesund) |

|                                           |           |  |
| Grindheim 41’ Tollås Nation 44’ Finne 88’ | Marcatori |  |

| Arbitro: | Hagen (Grue) |

|                          |           |           |
| Diouf 32’ Nordkvelle 43’ | Marcatori | 69’ Zahid |

| Arbitro: | Steen (Bergen) |

|                  |           |               |
| Zahid 89’ (rig.) | Marcatori | 45’ Brochmann |

| Arbitro: | Hafsås (Trondheim) |

|  |           |             |
|  | Marcatori | 39’ Stengel |

| Arbitro: | Hansen (Feda) |

|               |           |  |
| Lundström 53’ | Marcatori |  |

| Arbitro: | Hagenes (Flaktveit) |

|                        |           |  |
| Rosted 4’ Trondsen 38’ | Marcatori |  |

| Arbitro: | Steen (Bergen) |

|             |           |              |
| Stengel 84’ | Marcatori | 45’ Jevtović |

| Arbitro: | Hagen (Grue) |

|                                  |           |                                                     |
| Sigurðarson 63’ Ingebrigtsen 75’ | Marcatori | 7’ Tollås Nation 16’ Zahid 18’ Finne 25’ Abdellaoue |

| Arbitro: | Hansen (Feda) |

|            |           |         |
| Jääger 18’ | Marcatori | 2’ Parr |

| Arbitro: | Moen (Haugesund) |

|                                    |           |              |
| Zahid 24’ Abdellaoue 27’ Finne 51’ | Marcatori | 13’ Krogstad |

| Bergen 2 luglio 2017, ore 20:00 15ª giornata | Brann        | 0 – 0 referto | Vålerenga | Brann Stadion (16.136 spett.)\| Arbitro: \| Hagen (Grue) \| |
| Arbitro:                                     | Hagen (Grue) |               |           |                                                             |

#### Girone di ritorno
| Arbitro: | Saggi (Drammen) |

|                                                       |           |  |
| Stengel 27’ (rig.) Kjelsrud Johansen 34’ Juklerød 85’ | Marcatori |  |

| Arbitro: | Hafsås (Trondheim) |

|            |           |           |
| Aasbak 28’ | Marcatori | 55’ Zahid |

| Arbitro: | Hagen (Grue) |

|                       |           |  |
| Pedersen 5’ Jradi 22’ | Marcatori |  |

| Oslo 14 agosto 2017, ore 19:00 19ª giornata | Vålerenga    | 0 – 0 referto | Tromsø | Ullevaal Stadion (10.049 spett.)\| Arbitro: \| Hagen (Grue) \| |
| Arbitro:                                    | Hagen (Grue) |               |        |                                                                |

| Arbitro: | Moen (Haugesund) |

|                     |           |               |
| Kippe 9’ Mathew 43’ | Marcatori | 29’ Grindheim |

| Arbitro: | Moen (Haugesund) |

|            |           |                          |
| Lekven 90’ | Marcatori | 21’ Halvorsen 57’ Diatta |

| Arbitro: | Steen (Bergen) |

|                                      |           |  |
| Bendtner 2’, 45’ (rig.) Trondsen 69’ | Marcatori |  |

| Arbitro: | Hafsås (Trondheim) |

|                          |           |            |
| Friðjónsson 8’ Ejuke 83’ | Marcatori | 52’ Haugen |

| Arbitro: | Hansen (Feda) |

|                                          |           |                    |
| Omoijuanfo 57’, 76’ Lumanza 60’ Boli 82’ | Marcatori | 37’, 45’ Grindheim |

| Arbitro: | Hagen (Grue) |

|                                                             |           |           |
| Näsberg 5’ Ejuke 7’, 29’ Juklerød 66’ Kjelsrud Johansen 70’ | Marcatori | 22’ Gyasi |

| Arbitro: | Hansen (Feda) |

|             |           |                                                                    |
| Nordvik 74’ | Marcatori | 11’, 84’ Stengel 15’, 35’, 78’ Juklerød 28’ Jääger 54’ Friðjónsson |

| Arbitro: | Moen (Haugesund) |

|            |           |                                |
| Stengel 8’ | Marcatori | 38’ Sigurðarson 90’ Gabrielsen |

| Arbitro: | Hagen (Grue) |

|                       |           |  |
| Morer 27’ Sødlund 57’ | Marcatori |  |

| Arbitro: | Hansen (Feda) |

|                     |           |  |
| Ejuke 8’ Lekven 49’ | Marcatori |  |

| Arbitro: | Saggi (Drammen) |

|                                                                |           |                                     |
| Rindarøy 5’ Birkelund 41’ Teniste 69’ Ramsland 72’ Nwakali 75’ | Marcatori | 24’ Kjelsrud Johansen 68’ Grindheim |

### Norgesmesterskapet
| Arbitro: | Smehus Kringstad (Oslo) |

|  |           |                                                                             |
|  | Marcatori | 17’, 45’, 64’ Ibrahim 19’ Finne 30’, 67’ Zahid 61’ Retsius Grødem 90’ Ejuke |

| Arbitro: | Saggi (Drammen) |

|                          |                      |                                 |
| Alphonso 46’ Thorsen 74’ | Marcatori            | 28’ Kjelsrud Johansen 31’ Zahid |
|                          | Tiri di rigore 2 – 3 |                                 |

| Arbitro: | Moen (Oslo) |

|  |           |              |
|  | Marcatori | 100’ Stengel |

| Arbitro: | Hagenes (Flaktveit) |

|            |           |  |
| Jääger 22’ | Marcatori |  |

| Arbitro: | Hagen (Grue) |

|              |           |                                  |
| Jevtović 12’ | Marcatori | 43’ Dønnum 74’ Kjelsrud Johansen |

| Arbitro: | Hansen (Feda) |

|  |           |                                      |
|  | Marcatori | 25’ Diatta 59’, 90’ (rig.) Halvorsen |

## Statistiche

### Statistiche di squadra
| Competizione       | Punti | In casa | In casa | In casa | In casa | In casa | In casa | In trasferta | In trasferta | In trasferta | In trasferta | In trasferta | In trasferta | Totale | Totale | Totale | Totale | Totale | Totale | DR  |
| Competizione       | Punti | G       | V       | N       | P       | Gf      | Gs      | G            | V            | N            | P            | Gf           | Gs           | G      | V      | N      | P      | Gf     | Gs     | DR  |
| ------------------ | ----- | ------- | ------- | ------- | ------- | ------- | ------- | ------------ | ------------ | ------------ | ------------ | ------------ | ------------ | ------ | ------ | ------ | ------ | ------ | ------ | --- |
| Eliteserien        | 39    | 15      | 8       | 4       | 3       | 26      | 12      | 15           | 3            | 2            | 10           | 22           | 34           | 30     | 11     | 6      | 13     | 48     | 46     | +2  |
| Norgesmesterskapet | -     | 2       | 1       | 0       | 1       | 1       | 3       | 4            | 3            | 1            | 0            | 13           | 3            | 6      | 4      | 1      | 1      | 14     | 6      | +8  |
| Totale             | -     | 17      | 9       | 4       | 4       | 27      | 15      | 19           | 6            | 3            | 10           | 35           | 37           | 36     | 15     | 7      | 14     | 62     | 52     | +10 |

### Andamento in campionato
| Giornata  | 1 | 2 | 3 | 4  | 5 | 6  | 7  | 8  | 9 | 10 | 11 | 12 | 13 | 14 | 15 | 16 | 17 | 18 | 19 | 20 | 21 | 22 | 23 | 24 | 25 | 26 | 27 | 28 | 29 | 30 |
| --------- | - | - | - | -- | - | -- | -- | -- | - | -- | -- | -- | -- | -- | -- | -- | -- | -- | -- | -- | -- | -- | -- | -- | -- | -- | -- | -- | -- | -- |
| Luogo     | C | T | C | T  | C | T  | C  | T  | C | T  | C  | T  | C  | C  | T  | C  | T  | T  | C  | T  | C  | T  | C  | T  | C  | T  | C  | T  | C  | T  |
| Risultato | V | P | P | P  | V | P  | N  | V  | V | P  | N  | V  | N  | V  | N  | V  | N  | P  | N  | P  | P  | P  | V  | P  | V  | V  | P  | P  | V  | P  |
| Posizione | 7 | 7 | 9 | 15 | 9 | 12 | 12 | 10 | 7 | 9  | 8  | 8  | 7  | 6  | 6  | 5  | 5  | 5  | 5  | 8  | 9  | 11 | 8  | 10 | 9  | 8  | 8  | 9  | 6  | 8  |

Fonte:  Eliteserien 2017, su altomfotball.no, Altomfotball. URL consultato il 25 gennaio 2017 (archiviato dall'url originale il 2 febbraio 2017).
Legenda:

Luogo: C = Casa; T = Trasferta. Risultato: V = Vittoria; N = Pareggio; P = Sconfitta.

### Statistiche dei giocatori
| Giocatore            | Eliteserien | Eliteserien | Eliteserien | Eliteserien | Norgesmesterskapet | Norgesmesterskapet | Norgesmesterskapet | Norgesmesterskapet | Coppe europee | Coppe europee | Coppe europee | Coppe europee | Altre coppe | Altre coppe | Altre coppe | Altre coppe | Totale   | Totale | Totale      | Totale     |
| Giocatore            | Presenze    | Reti        | Ammonizioni | Espulsioni  | Presenze           | Reti               | Ammonizioni        | Espulsioni         | Presenze      | Reti          | Ammonizioni   | Espulsioni    | Presenze    | Reti        | Ammonizioni | Espulsioni  | Presenze | Reti   | Ammonizioni | Espulsioni |
| -------------------- | ----------- | ----------- | ----------- | ----------- | ------------------ | ------------------ | ------------------ | ------------------ | ------------- | ------------- | ------------- | ------------- | ----------- | ----------- | ----------- | ----------- | -------- | ------ | ----------- | ---------- |
| M. Abdellaoue        | 12          | 2           | 0           | 0           | 1                  | 0                  | 0                  | 0                  |               |               |               |               |             |             |             |             | 13       | 2      | 0           | 0          |
| E. Agyiri            | 6           | 0           | 1           | 0           | 2                  | 0                  | 0                  | 0                  |               |               |               |               |             |             |             |             | 8        | 0      | 1           | 0          |
| F. Azemi             | 7           | 0           | 0           | 0           | 1                  | 0                  | 0                  | 0                  |               |               |               |               |             |             |             |             | 8        | 0      | 0           | 0          |
| D. Berntsen          | 18          | 0           | 3           | 0           | 6                  | 0                  | 0                  | 0                  |               |               |               |               |             |             |             |             | 24       | 0      | 3           | 0          |
| C. Borchgrevink      | 1           | 0           | 0           | 0           | 3                  | 0                  | 0                  | 0                  |               |               |               |               |             |             |             |             | 4        | 0      | 0           | 0          |
| A. Caroprese         | 0           | 0           | 0           | 0           | 0                  | 0                  | 0                  | 0                  |               |               |               |               |             |             |             |             | 0        | 0      | 0           | 0          |
| A. Dønnum            | 6           | 0           | 1           | 0           | 2                  | 1                  | 0                  | 0                  |               |               |               |               |             |             |             |             | 8        | 1      | 1           | 0          |
| O. Edvardsen         | 0           | 0           | 0           | 0           | 0                  | 0                  | 0                  | 0                  |               |               |               |               |             |             |             |             | 0        | 0      | 0           | 0          |
| C. Ejuke             | 16          | 4           | 0           | 0           | 5                  | 1                  | 0                  | 0                  |               |               |               |               |             |             |             |             | 21       | 5      | 0           | 0          |
| T. Elsebutangen      | 0           | 0           | 0           | 0           | 0                  | 0                  | 0                  | 0                  |               |               |               |               |             |             |             |             | 0        | 0      | 0           | 0          |
| A. Falch             | 0           | -0          | 0           | 0           | 1                  | -0                 | 0                  | 0                  |               |               |               |               |             |             |             |             | 1        | 0      | 0           | 0          |
| B. Finne             | 24          | 4           | 1           | 0           | 2                  | 1                  | 0                  | 0                  |               |               |               |               |             |             |             |             | 26       | 5      | 1           | 0          |
| D. Fredheim Holm     | 11          | 0           | 0           | 0           | 2                  | 0                  | 1                  | 0                  |               |               |               |               |             |             |             |             | 13       | 0      | 1           | 0          |
| S. Friðjónsson       | 11          | 2           | 1           | 0           | 2                  | 0                  | 0                  | 0                  |               |               |               |               |             |             |             |             | 13       | 2      | 1           | 0          |
| C. Grindheim         | 23          | 5           | 2           | 0           | 4                  | 0                  | 0                  | 0                  |               |               |               |               |             |             |             |             | 27       | 5      | 2           | 0          |
| K. Hay               | 0           | 0           | 0           | 0           | 0                  | 0                  | 0                  | 0                  |               |               |               |               |             |             |             |             | 0        | 0      | 0           | 0          |
| A. Ibrahim           | 16          | 0           | 2           | 0           | 4                  | 3                  | 0                  | 0                  |               |               |               |               |             |             |             |             | 20       | 3      | 2           | 0          |
| E. Jääger            | 27          | 2           | 2           | 0           | 5                  | 1                  | 0                  | 0                  |               |               |               |               |             |             |             |             | 32       | 3      | 2           | 0          |
| S. Juklerød          | 21          | 5           | 2           | 0           | 4                  | 0                  | 1                  | 0                  |               |               |               |               |             |             |             |             | 25       | 5      | 3           | 0          |
| M. Keita             | 0           | 0           | 0           | 0           | 0                  | 0                  | 0                  | 0                  |               |               |               |               |             |             |             |             | 0        | 0      | 0           | 0          |
| H. Kjelsrud Johansen | 22          | 3           | 1           | 0           | 5                  | 2                  | 2                  | 0                  |               |               |               |               |             |             |             |             | 27       | 5      | 3           | 0          |
| K. Klaesson          | 0           | -0          | 0           | 0           | 0                  | -0                 | 0                  | 0                  |               |               |               |               |             |             |             |             | 0        | 0      | 0           | 0          |
| S. Klausen           | 0           | -0          | 0           | 0           | 0                  | -0                 | 0                  | 0                  |               |               |               |               |             |             |             |             | 0        | 0      | 0           | 0          |
| L. Larsen            | 0           | 0           | 0           | 0           | 0                  | 0                  | 0                  | 0                  |               |               |               |               |             |             |             |             | 0        | 0      | 0           | 0          |
| A. Larsen Kwarasey   | 14          | -25         | 0           | 0           | 3                  | -4                 | 0                  | 0                  |               |               |               |               |             |             |             |             | 17       | -29    | 0           | 0          |
| M. Lekven            | 26          | 2           | 2           | 0           | 0                  | 0                  | 0                  | 0                  |               |               |               |               |             |             |             |             | 26       | 2      | 2           | 0          |
| R. Lindkvist         | 6           | 0           | 0           | 0           | 1                  | 0                  | 0                  | 0                  |               |               |               |               |             |             |             |             | 7        | 0      | 0           | 0          |
| R. Lundström         | 28          | 1           | 6           | 0           | 4                  | 0                  | 0                  | 0                  |               |               |               |               |             |             |             |             | 32       | 1      | 6           | 0          |
| F. Myhre             | 2           | 0           | 1           | 0           | 0                  | 0                  | 0                  | 0                  |               |               |               |               |             |             |             |             | 2        | 0      | 1           | 0          |
| M. Nakkim            | 8           | 0           | 0           | 0           | 2                  | 0                  | 0                  | 0                  |               |               |               |               |             |             |             |             | 10       | 0      | 0           | 0          |
| I. Näsberg           | 15          | 1           | 4           | 0           | 4                  | 0                  | 0                  | 0                  |               |               |               |               |             |             |             |             | 19       | 1      | 4           | 0          |
| B. Njie              | 1           | 0           | 0           | 0           | 0                  | 0                  | 0                  | 0                  |               |               |               |               |             |             |             |             | 1        | 0      | 0           | 0          |
| M. Retsius Grødem    | 5           | 1           | 0           | 0           | 1                  | 1                  | 0                  | 0                  |               |               |               |               |             |             |             |             | 6        | 2      | 0           | 0          |
| M. Sandrakumar       | 0           | 0           | 0           | 0           | 0                  | 0                  | 0                  | 0                  |               |               |               |               |             |             |             |             | 0        | 0      | 0           | 0          |
| M. Sandberg          | 16          | -21         | 2           | 0           | 2                  | -2                 | 0                  | 0                  |               |               |               |               |             |             |             |             | 18       | -23    | 2           | 0          |
| H. Stengel           | 21          | 6           | 3           | 0           | 5                  | 1                  | 1                  | 0                  |               |               |               |               |             |             |             |             | 26       | 7      | 4           | 0          |
| J. Tollås Nation     | 29          | 3           | 2           | 1           | 6                  | 0                  | 0                  | 0                  |               |               |               |               |             |             |             |             | 35       | 3      | 2           | 1          |
| G. Zahid             | 18          | 5           | 4           | 0           | 4                  | 3                  | 2                  | 0                  |               |               |               |               |             |             |             |             | 22       | 8      | 6           | 0          |